# Dyschoriste
Dyschoriste es un género de plantas con flores perteneciente a la familia Acanthaceae. El género tiene 137 especies de hierbas.

## Taxonomía
El género fue descrito por Christian Gottfried Daniel Nees von Esenbeck y publicado en Plantae Asiaticae Rariores 3: 75, 81. 1832. La especie tipo es: Dyschoriste depressa Nees
Etimología
Dyschoriste: nombre genérico que deriva de las palabras  griegas δυσ, "mal, pobre", y χωριστός = "dividir", en referencia al poco lobulado estigma.

## Especies seleccionadas
- Dyschoriste actinotricha
- Dyschoriste adscendens
- Dyschoriste alba
- Dyschoriste albiflora
- Dyschoriste amoena
- Lista de especies